# Willy Spatz

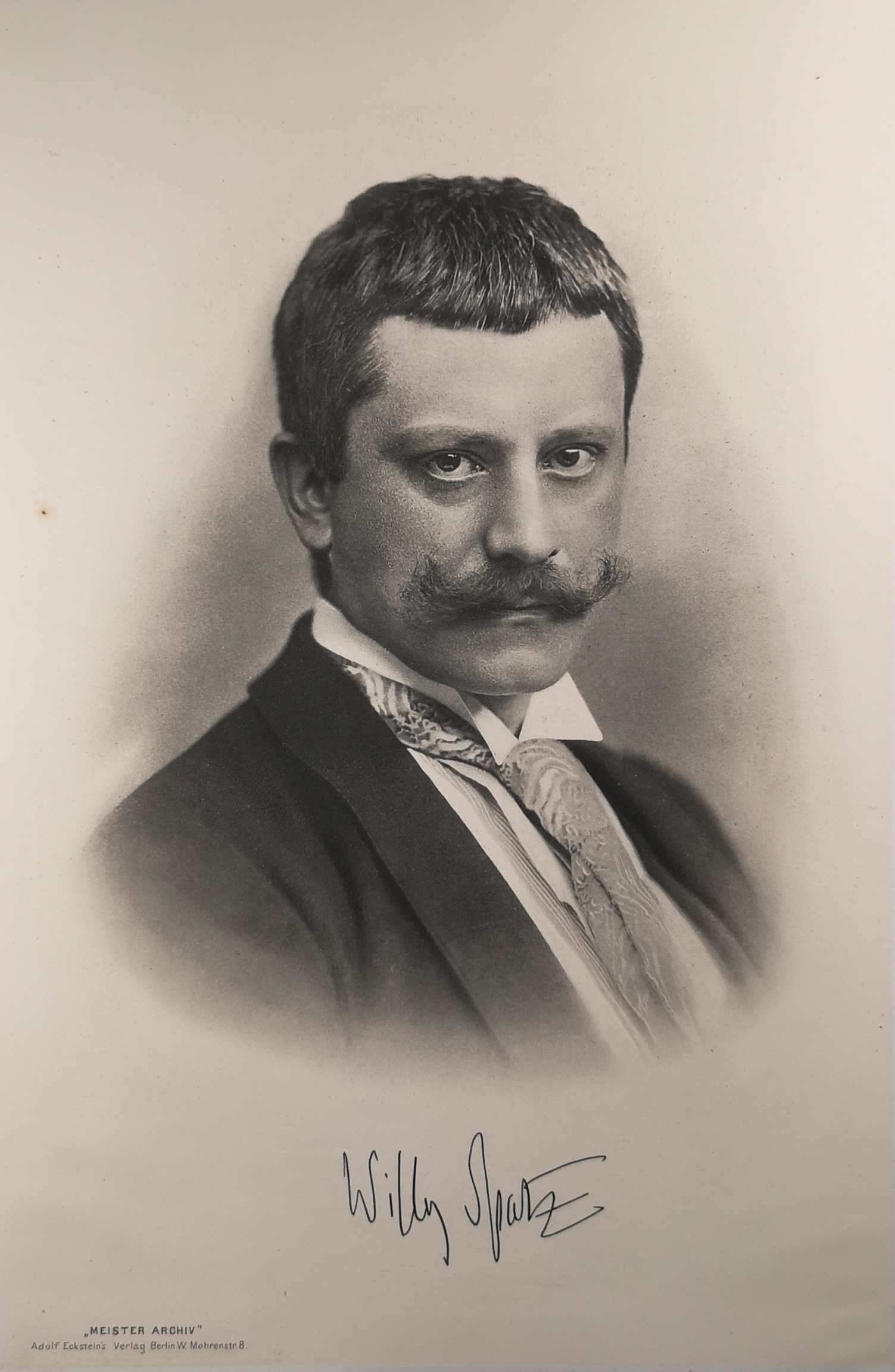
Willy Spatz, 1899

Willy Spatz (* 7. September 1861 in Düsseldorf; † 4. August 1931 ebenda) war ein deutscher Maler, Lithograf und Hochschullehrer.

## Leben und Werk

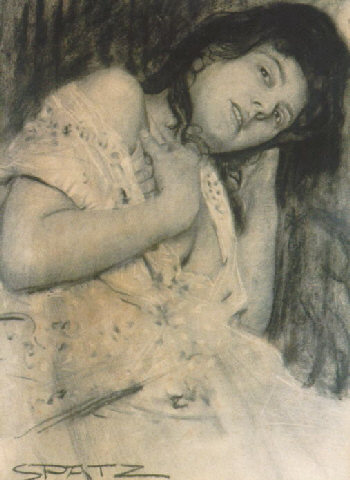
Willy Spatz: Porträt einer jungen Frau. Holzkohle auf Pappe. Entstehungsjahr nicht bekannt

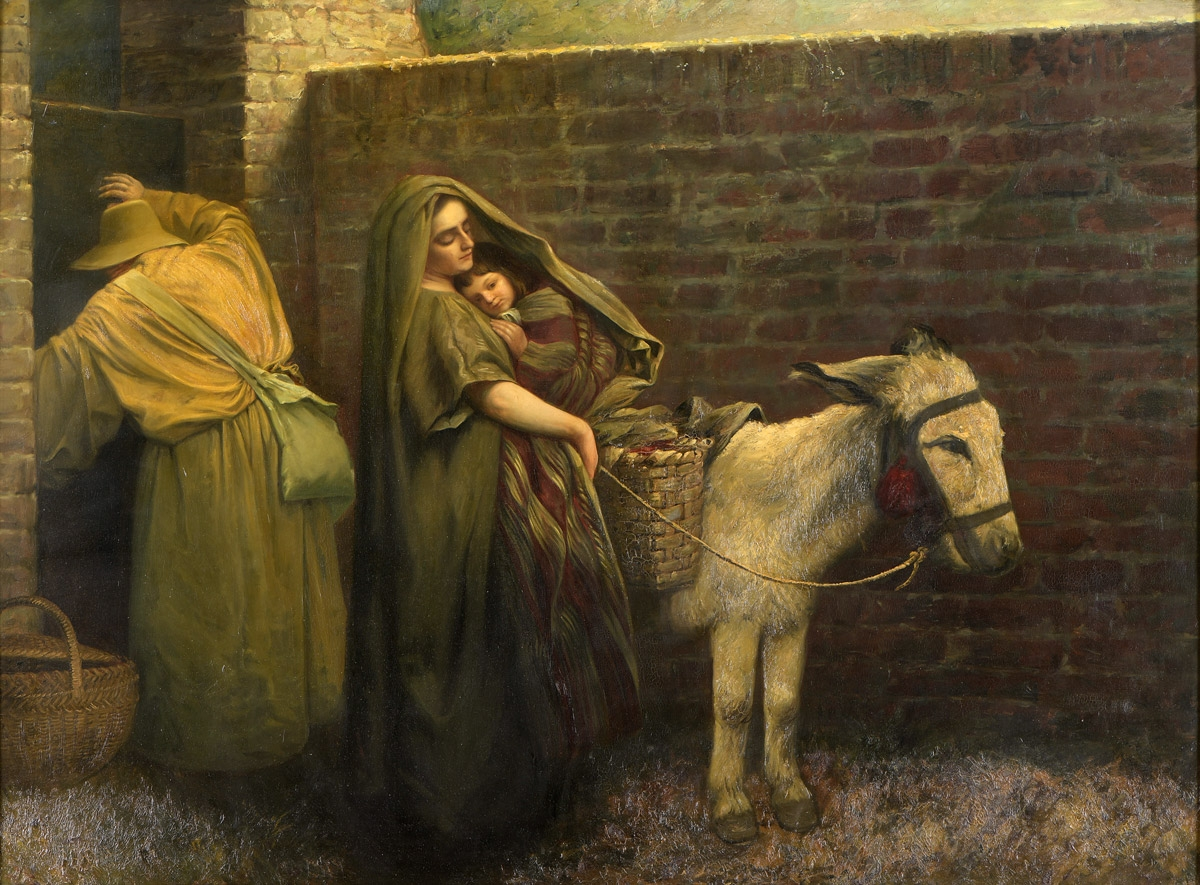
Flucht der Heiligen Familie, ausgestellt im Ausstellungspalast Düsseldorf, 1902

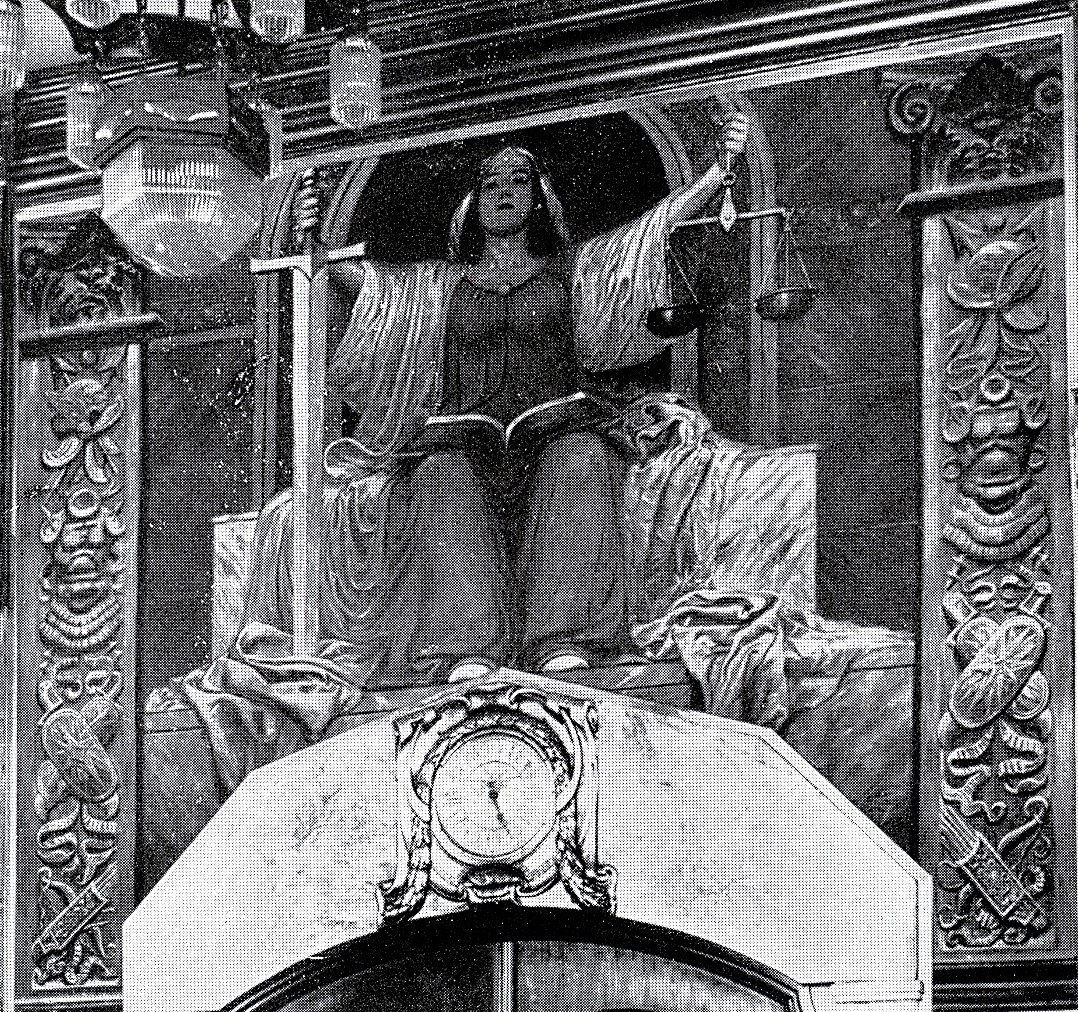
Die Gerechtigkeit, symbolistisches Wandbild einer „sehenden“ Justitia im Oberlandesgericht Düsseldorf, 1913

Wilhelm Spatz, genannt Willy, war das fünfte von acht Kindern der Eheleute Gustav Wilhelm Gerhard Spatz, Kaufmann und Lotterie-Einnehmer in Düsseldorf, und der Johanna Wilhelmina, geborene Erbach.
1879 beendete Willy Spatz seine Schulausbildung am Städtischen Realgymnasium in der Klosterstraße Düsseldorf. Noch in der Sternstraße 71, dem Haus seiner Mutter, wohnend, besuchte er bis 1891 die Kunstakademie Düsseldorf. Dort war er ein Schüler von Hugo Crola (Vorbereitungsklasse), Heinrich Lauenstein (Elementarklasse), Adolf Schill (Dekorations- und Ornamentikklasse) und Peter Janssen, dessen Meisterschüler er wurde. Die druckgrafischen Techniken erlernte er bei Carl Ernst Forberg. Sein Talent als Lithograf entfaltete er als Mitglied des „St. Lukas-Clubs“, gegründet unter anderem von Olof Jernberg, Heinrich Hermanns, Helmuth Liesegang, August Deusser, Otto Heichert, Gustav Wendling und Arthur Kampf, welcher seine jüngste Schwester Mathilde Spatz (1869–1950) im Jahre 1889 geheiratet hatte.
Anschließend ging Spatz für ein Jahr nach München zu Carl von Marr. Sowohl in koloristischer Hinsicht als auch im Hinblick auf die der Münchener Kunst eigenen Art, religiöse Motive in zeitgenössischer und genrehafter Weise darzustellen, war diese Zeit von großer Bedeutung für seine künstlerische Entwicklung. Eine Studienreise unternahm er nach Paris.
1897 erhielt Spatz eine Berufung an die Düsseldorfer Akademie, zuerst als Professor der Elementarklasse. Bis 1926 war er als ordentlicher Professor Leiter der Abteilung Malerei, daneben betrieb er bis 1915 eine Damen-Malschule im Ateliergebäude „Wunderbau“ in Pempelfort.
Spatz wurde bekannt für seine großflächigen historisierenden Wand- und Ölgemälde. Zusammen mit seinem Düsseldorfer Akademie-Kollegen Claus Meyer schuf er Gemälde zur Ausstattung des Duisburger Rathauses. Sein Hauptbeitrag war dabei die Darstellung der Gründungsfeierlichkeiten der Duisburger Universität am 14. Oktober 1655. Insbesondere ein Wandgemäldezyklus in der Kapelle von Schloss Burg an der Wupper (entstanden von 1899 bis 1901) brachte ihm den Durchbruch für eine ganze Reihe weiterer derartiger Schöpfungen. In der Kapelle stellte er Die Macht des Christenthums über der Menschen Geist dar. Das erste Bild zeigt den Hl. Suitbertus, predigend, den „Apostel des Bergischen Landes“. Das zweite Bild ist ein Triptychon und illustriert das biblische Wort Ich will sie alle zu mir ziehen. Das dritte Bild zeigt Das Rosengärtlein des himmlischen Paradieses. Weitere Werke dieser Art sind fünf Wandgemälde, eine „sehende“ Justitia und vier historische Szenen aus dem deutschen Gerichtsleben im großen Plenarsaal des Oberlandesgerichts Düsseldorf aus dem Jahr 1913.
Die meisten großen Arbeiten von Spatz wurden im Zweiten Weltkrieg zerstört. Erhalten ist jedoch der Zyklus im Oberlandesgericht Düsseldorf, samt seinen Erläuterungen dazu. Willy Spatz stellte darin Szenen „aus der Entwicklung des deutschen Rechtslebens“ dar. Das Bild Gang der Hirten zur Heiligen Familie von 1892, beschädigt im Krieg, wurde nun umfangreich restauriert und befindet sich im Museum Kunstpalast.
Spatz gilt als einer der späten Vertreter der Düsseldorfer Malerschule. Bereits seine frühen Gemälde kennzeichnen eine Mischung aus traditionellem Pathos der Historienmalerei, genrehaften Tendenzen und modernem Abstraktionsstreben. Sein Werk zeigt die effektvolle Lichtbehandlung der Pariser Salonmalerei, stimmungsbildende Gestaltungsmittel des Jugendstils und einen krassen, teilweise karikaturistischen Realismus alter Meister. Weil Spatz nach einigen manierierten Bibelbildern „vornehmlich das Weib, das Weib in seinem Leiden, Sehnen, seiner Lust“ gemalt hatte, rühmte der Kunstkritiker Rudolf Klein-Diepold 1899 den Ideenreichtum und die Empfindungswelt des Künstlers, den er neben Willy von Beckerath und Alexander Frenz zu den „Neu-Idealisten“ der zeitgenössischen Düsseldorfer Malerei zählte. Nach den Worten von Friedrich Schaarschmidt, Konservator der Kunstakademie Düsseldorf, begann mit Spatz eine eigenständige Linie, eine „phantastische Richtung“ in der Malerei, die Schaarschmidt als „eine Art Düsseldorfer Neuromantik“ bezeichnete. Einen Unterschied zur religiösen Malerei der Spätnazarener und Eduard Gebhardts erkannte Schaarschmidt insbesondere beim „unrealistischen“ Einsatz der Farbe, die er der künstlerischen Absicht zuschrieb, psychologische Wirkungen und Stimmungen hervorzurufen. Spatz strebte im Hinblick auf seine Figuren allerdings eine exakte historische Darstellung an. Daher betrieb er vor der Anfertigung seiner Gemälde umfangreiche Figuren- sowie Porträtstudien sowie Quellenforschungen. Die historische Genauigkeit stand für ihn über der künstlerischen Freiheit. Für viele seiner Werke konnte nachgewiesen werden, dass die dargestellten Personen starke Ähnlichkeiten mit Düsseldorfer Persönlichkeiten aufweisen.
Spatz war Mitglied des Düsseldorfer Künstlervereins Malkasten, um 1900 im Vorstand und (mindestens für die erste Ausgabe des Jahres 1900) auch künstlerischer Beirat der Zeitschrift Die Rheinlande. Während des Ersten Weltkriegs führte er ein historisch bedeutendes Tagebuch in 21 Bänden mit etwa 10.000 Seiten.
1902 erhielt Spatz den Roten Adlerorden IV. Klasse, verliehen durch Wilhelm II. Nach seinem Tod im Jahre 1931 fand Anfang 1932 in der Kunsthalle ihm und Wilhelm Degode zu Ehren eine Gedächtnisausstellung statt.

## Schüler
| - Carl Theodor Asen - Ellen Auler, Privatschülerin - Paula Baruch, Privatschülerin, später Ehefrau von Paul Häberlin - Richard Bloos - Lorenz Bösken - Wilhelm Brandenberg (alias Wilhelm Ludger) - Max Burchartz - Wilhelm Christens - Walter Corde - Eugen Düssel - Edgar Ehses - Robert Erbelding - Artur Erdle - Willy Hanft - Ada Haseloff-Preyer, Privatschülerin - Edmund Anton Kohlschein - Will Küpper - Anna Martens, Privatschülerin - Heinz May - Elisabeth Meyhöfer, Privatschülerin - Gabriele Münter, Privatschülerin | - Heinrich Nauen - Walter Ophey - Wolfgang Pagenstecher - Josefa Pernstich - Oswald Petersen - Wilhelm Pippert - Heinrich Repke - Emma Ritter, Privatschülerin - Georg Sluyterman von Langeweyde - Paula Sedana Schiff-Magnussen, Privatschülerin - Wilhelm Schmetz - Hans Schröers - Albert Spethmann - Ernst Stege - Wilhelm Techmeier - Walther Tecklenborg - Gustava von Veith, Privatschülerin - Carl Weisgerber - Paul Wellershaus - Otto von Wille - Josef Pallenberg |